# バウター・クラベト (2世)
バウター・クラベト（Wouter Pietersz Crabeth II、1593年か1594年生まれ、1644年6月18日没）はオランダの画家である。同名のステンド・ガラス作家の祖父と区別するために2世を付加することがある。

## 略歴
ゴーダで生まれた、同名の祖父（Wouter Crabeth I:1510-1590）は兄のDirk Crabeth(1501-1574)とともにゴーダの聖ヤンス大教会のステンドグラスを制作したことで知られる人物である。父親は市会議員や市長も務めた。
絵画をコルネリス・ケテル（より有名なコルネリス・ケテル(1548-1616)の叔父）に学んだ後、1613年頃から修業の旅に出て、1616年頃からローマに滞在した。ローマでは、コルネリス・ファン・プーレンブルフ、バルトロメウス・ブレーンべルフ、ウィブランド・デ・ヘーストらの、オランダやフランドル出身の画家達たちと、「Bentvueghels」というグループを作って活動した。このグループでは互いを仇名で呼び合ったのでクラベトは「de Almanack」と呼ばれた。
この時代の多くの画家に影響を与えたカラヴァッジオの影響はクラベトの作品にも見られる。
1626年にゴーダに帰国し、民兵組織(Schutterij)に加わった。1628年に市長の娘と結婚した。1629年のスペインに対する戦いで、スヘルトーヘンボスの包囲戦に参加した。